# 安德鲁
安德鲁（Andrew），在希腊语中为安德烈（Andreas），在日尔曼语中为安德斯，昵称为安迪。

## 英国人名
- 安德鲁·韦伯男爵（Andrew Lloyd Webber, Baron Lloyd-Webber）：英国音乐剧作曲家
- 安德鲁·戴维斯（Andrew Wynford Davies）：英国剧作家
- 安德鲁·布朗·康宁汉爵士（Sir Andrew Browne Cunningham）：英国海军元帅

## 美国人名
- 安德鲁·杰克逊（Andrew Jackson）：第7任美国总统
- 安德鲁·约翰逊（Andrew Johnson）：第17任美国总统、第16任美国副总统
- 安德鲁·法厄（Andrew Zachary Fire）：发现RNA干扰现象获2006年诺贝尔生理学或医学奖
- 安德鲁·卡耐基（Andrew Carnegie）：生于苏格兰，美国钢铁业大王
- 罗伯特·安德鲁·密立根（Robert Andrews Millikan）：美国物理学家，1923年诺贝尔物理学奖获得者
- 安德鲁·迪克森·怀特（Andrew Dickson White）：美国外交家、作家以及教育家
- 安德烈·普列文（André Previn）：美籍德国人，世界著名的指挥家，钢琴演奏家，作曲家
- 安德鲁·魏斯（Andrew Wyeth）：美国当代新写实主义画家

## 法国人名
- 保罗·安德鲁（Paul Andreu）：法国建筑师，作品有新凯旋门、中国国家大剧院等

## 荷兰人名
- 安德鲁·斯图尔特·塔能鲍姆（Andrew Stuart "Andy" Tanenbaum）：荷兰Minix系统作者

## 苏格兰人名
- 安德鲁·斯丁普森（Andrew Stimpson）：被确认感染人类免疫缺陷病毒（HIV）后测试结果成阴性反应的苏格兰男子

## 其他
- （Andrew Wiggin）：科幻作品的主角